# Класс 1984
«Класс 1984» (англ. Class of 1984) — канадский кинофильм 1982 года, режиссёра Марка Л. Лестера.

## Сюжет
В школу имени Авраама Линкольна приезжает новый учитель — Эндрю Норрис. Он весьма удивлён местными порядками: учителя носят с собой оружие, в школе охрана устраивает настоящий обыск учащимся, все стены разрисованы граффити. И это — только начало. С первого урока Норрис не поладил с бандой настоящих отморозков во главе с Питером Стегманом. Вскоре их разногласия достигнут апогея и начнётся нечто…

## В ролях
- Перри Кинг — Эндрю Норрис
- Мерри Линн Росс — Дайана Норрис
- Тим Ван Паттен — Питер Стегман
- Родди Макдауэлл — Терри Корриган
- Стефан Арнгрим[англ.] — «Аптека» (Drugstore)
- Майкл Джей Фокс — Артур
- Кит Найт[англ.] — «Гумно» (Barnyard)
- Лиза Ланглуа[англ.] — Петси
- Эл Уоксмен[англ.] — детектив Стевицкий
- Линда Соренсон[англ.] — миссис Стегман

## Признание
- Две номинации на премию «Сатурн» в категориях: «Лучший международный фильм» и «Лучший актёр второго плана» (Родди Макдауэлл)[1].